# Biessenhofen–Füssen-vasútvonal

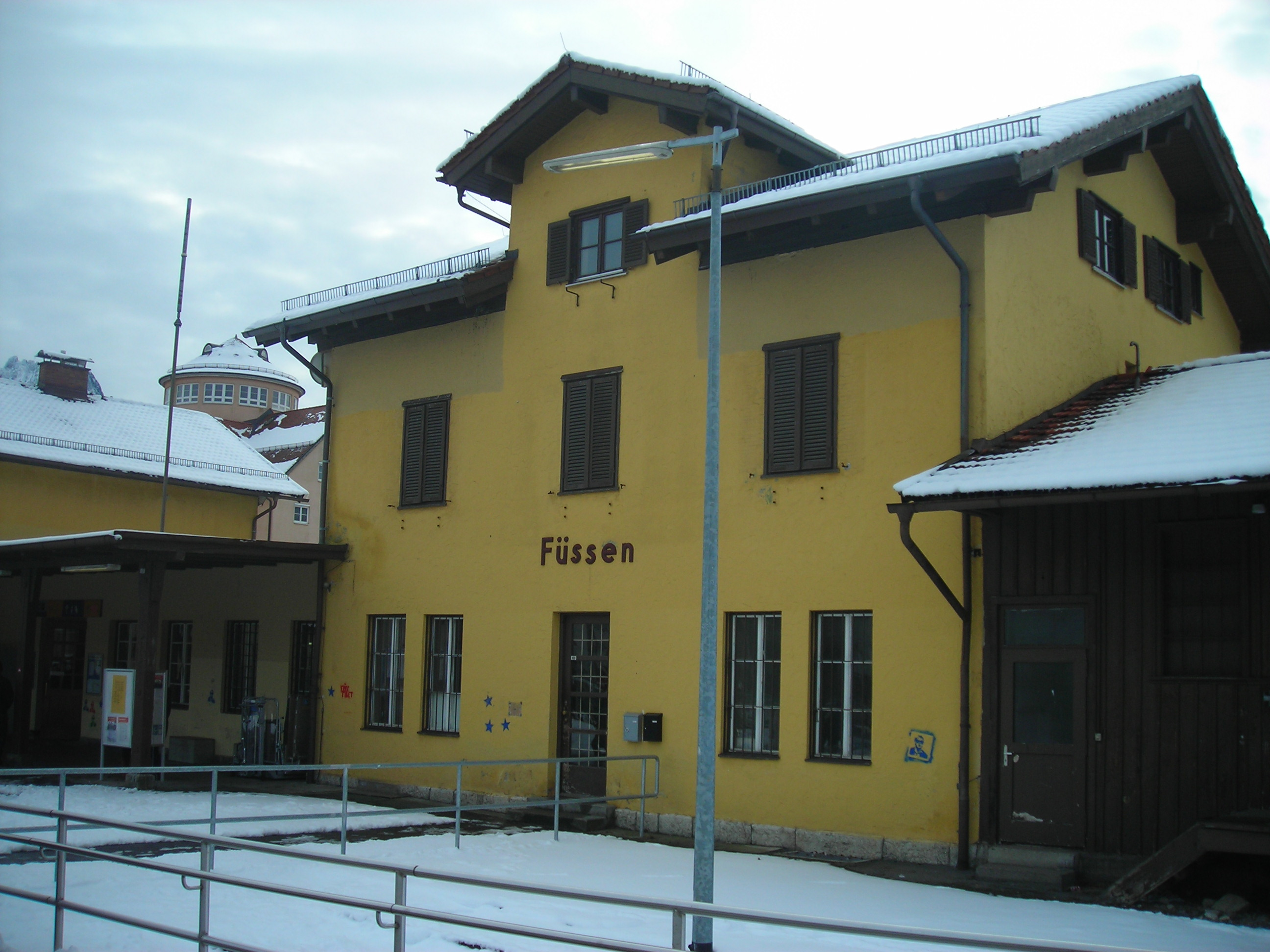
Füssen régi vasútállomása

A Biessenhofen–Füssen-vasútvonal egy normál nyomtávolságú, egyvágányú vasúti mellékvonal Németországban Biessenhofen és Füssen között.

## Forgalom
A vonalon kétóránként közlekednek ingavonatok München Hauptbahnhof felé és motorvonatok Augsburg felé. Füssen állomásról autóbuszokkal továbbutazhatunk a híres Neuschwanstein kastély felé.
| Vonatnem | Útvonal                                                                                            | Gyakoriság                  |
| -------- | -------------------------------------------------------------------------------------------------- | --------------------------- |
| BRB      | München – Geltendorf – Kaufering – Buchloe – Kaufbeuren – Biessenhofen – Marktoberdorf – Füssen    | kétóránként                 |
| BRB      | Augsburg – Bobingen – Schwabmünchen – Buchloe – Kaufbeuren – Biessenhofen – Marktoberdorf – Füssen | kétóránként                 |
| BRB      | Neuschwanstein-Express: München – Marktoberdorf – Füssen                                           | egy vonatpár vasárnaponként |

## Képgaléria

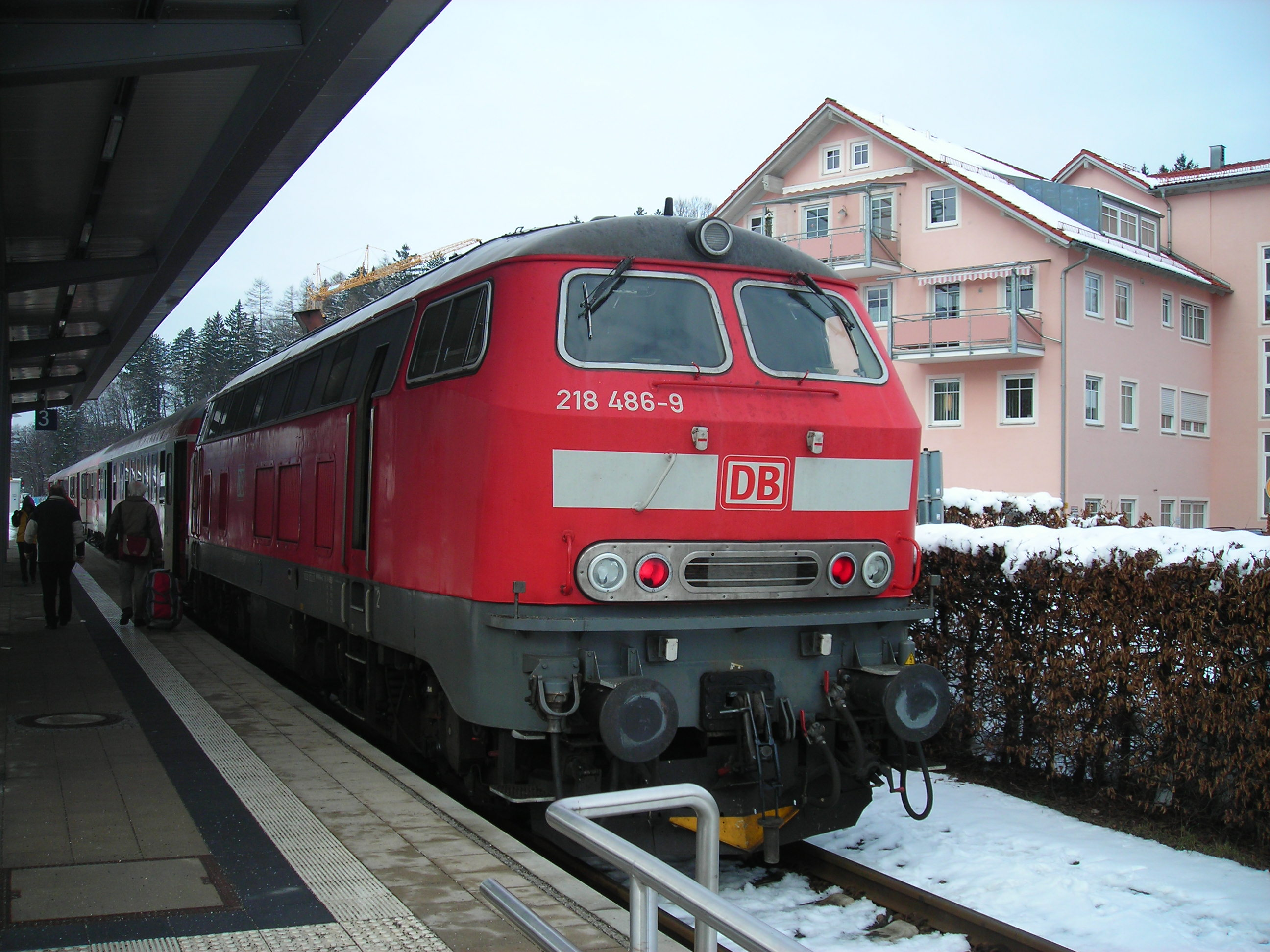
Vonat érkezett Füssen vasútállomásra
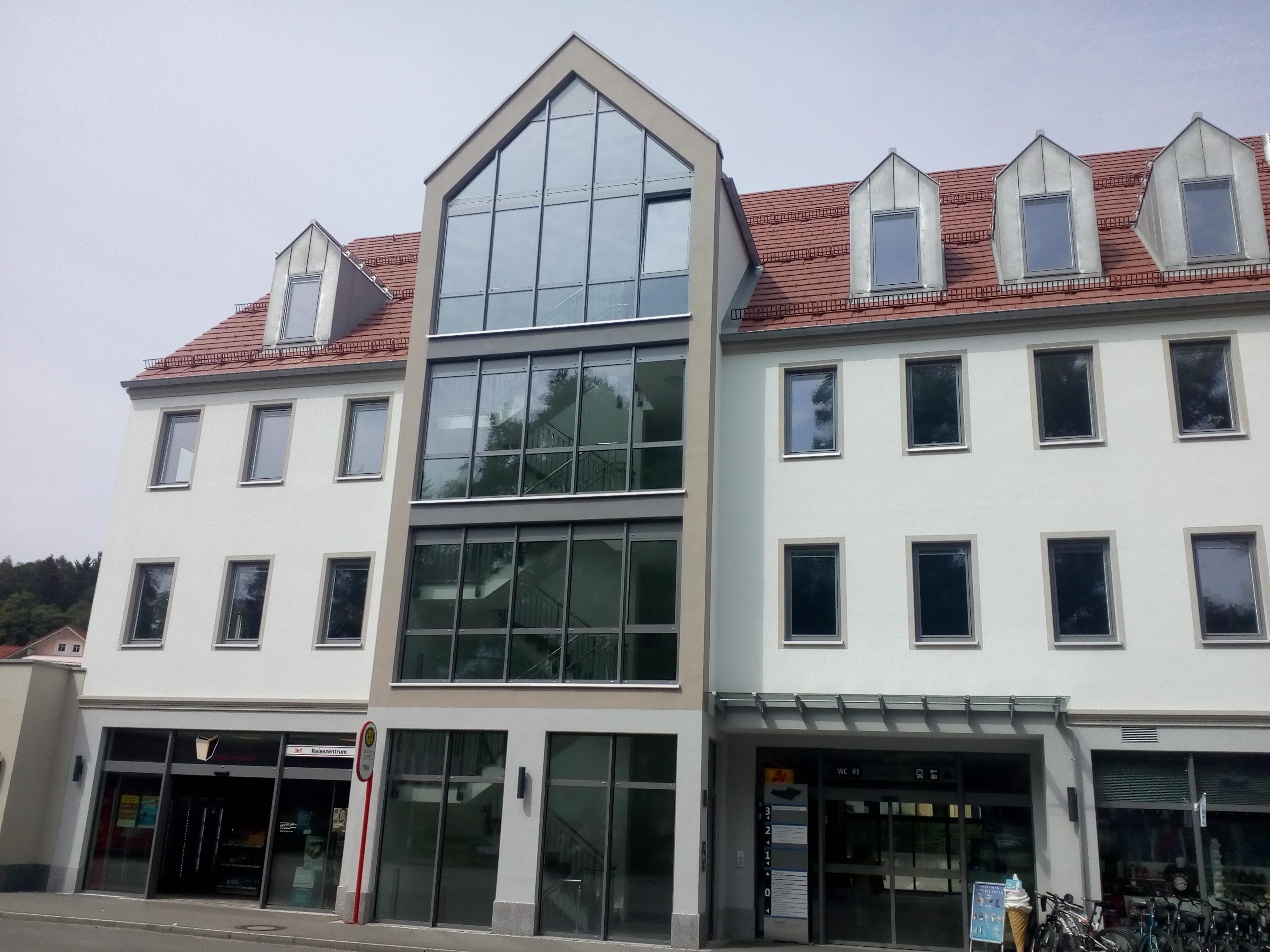
Bahnhof Füssen, a vonal végállomása
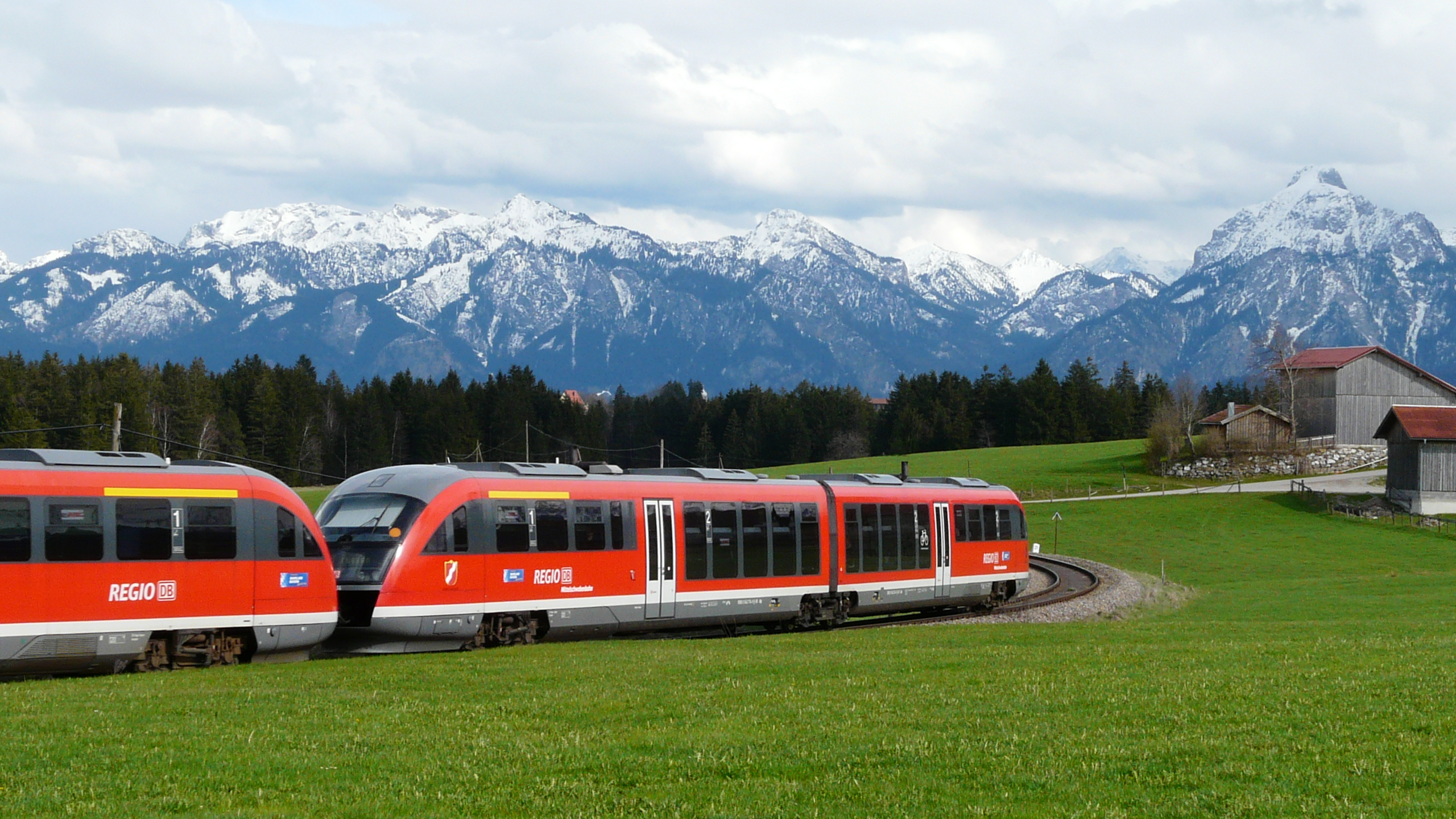
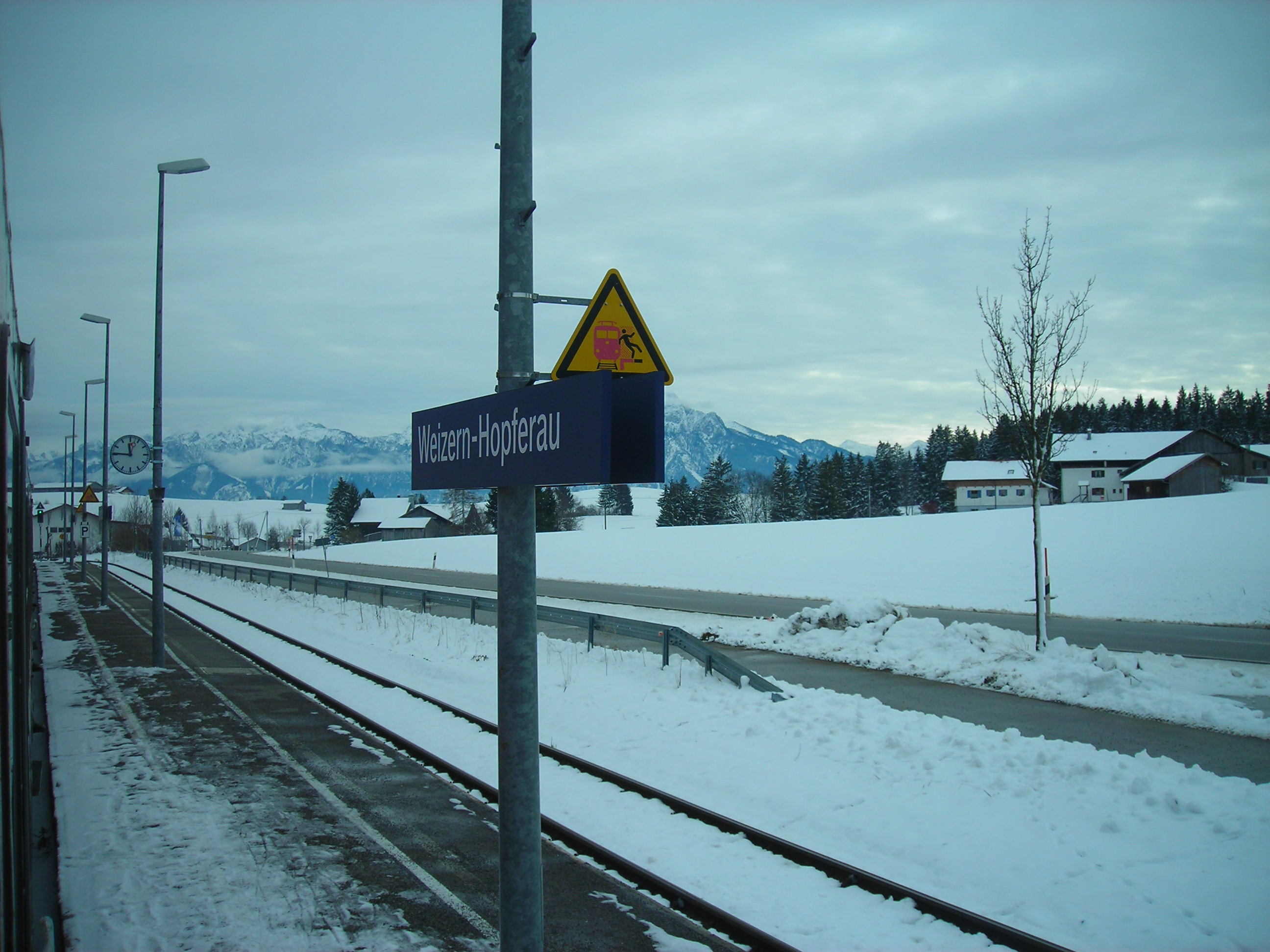
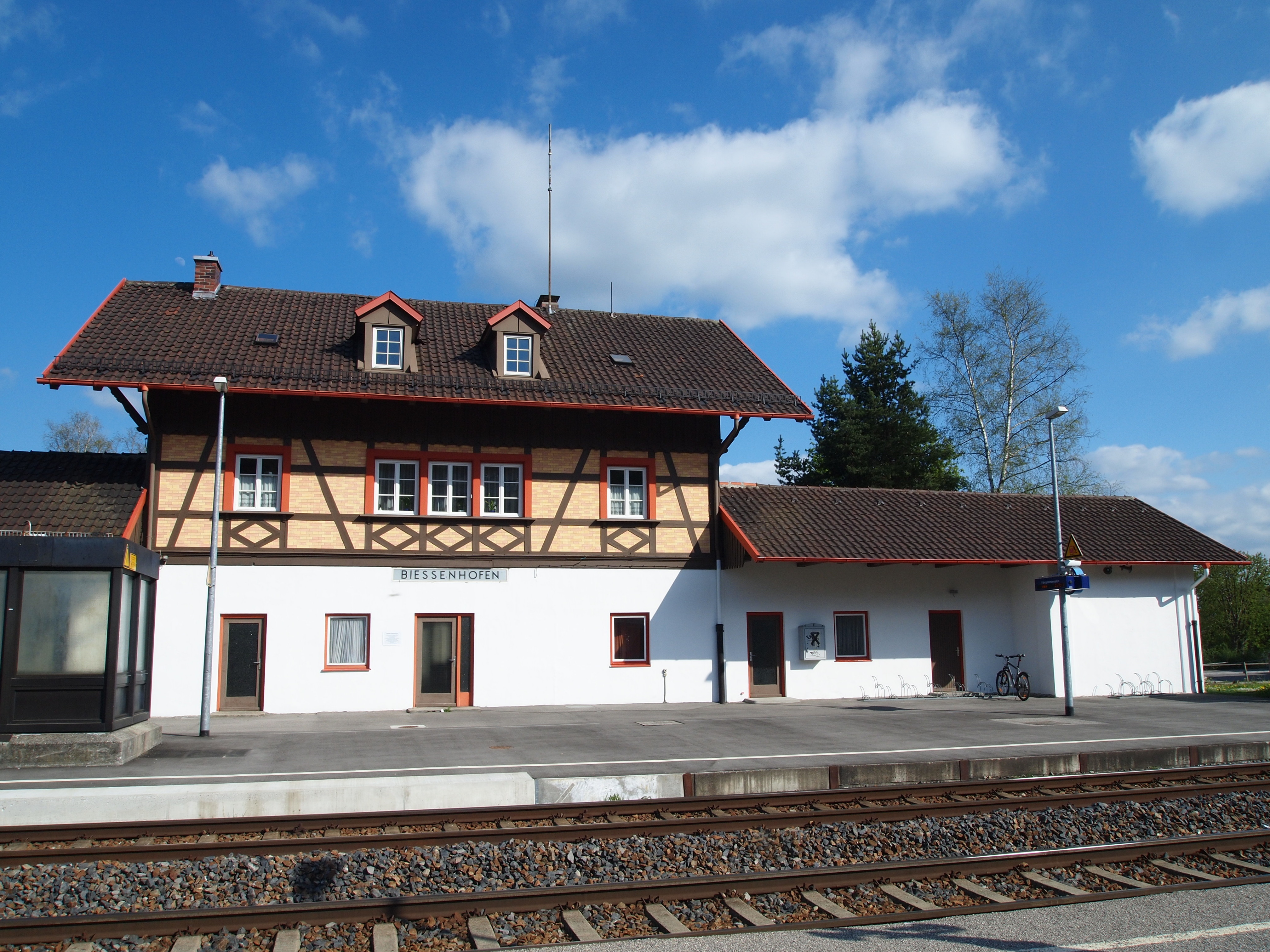
Biessenhofen vasútállomása